# 黃漢勛
黃漢勛（1915年1月26日—1974年12月23日），初名和發，字經策，靜濤其別名也。行第三。生於廣東省順德縣龍江村。以北螳螂拳第七代宗師見稱武林。

黃漢勛先生受業於精武體育會。1932年，山東螳螂拳名師羅光玉應香港精武會之聘南下授武，當時17歲的他跟隨羅公習武，得其賞識，學藝短短三年，黃氏已代表香港精武會參加廣東第十三屆省運會，結果精武於此運動會中奪標而歸。及後因見螳螂拳在澳門尚未流行，黃氏得羅公之鼓勵，於澳門開設螳螂國術館，成為羅公第一位私人設館的南方弟子。

1935年，黃漢勛先生接受漢口精武會之邀，北上教授螳螂拳，直至1937年日軍侵華，始返港設館於興漢道，後再遷往深水埗大南街，繼續宏揚螳螂拳，其間同時於香港精武會協助羅公授拳。

香港光復後，黃氏着手復興精武會。他請來吳漢琛、區興漢兩位同門共襄復興會務，並進行改組；其後馮維祺、馮竹修、張俊庭、蔡仲夔、陳公哲等陸續加入。精武會的改組，包括將教員與主任二職分開，以便各司專職；又按先生的建議，把國操科改為國術部，強調不分門派地傳揚中國武術。除了統籌的工作，他亦在精武會教授螳螂拳，並替會刋撰寫專欄。

除自設武館外，先生先後於鐸聲遊藝社，孔教學院，尚志中學（以上澳門）；民強體育會，陶淑女子中學，漁民學校，僑港漁民協會，勵存國術社，茶居工業總會，港九酒樓茶室工會，市政衛生局職工總會等任教。

黃漢勛與「新武化」運動
黃漢勛先生習拳於精武期間，已深受「新武化」意念啟發，遂將之發揮並貫徹於螳螂拳教學中。其中一要髓便是打破門戶私見、避免固步自封，並促進武術之科學化、教學現代化。他沿著羅公的授拳方案，進一步把螳螂拳教學系統化，由淺入深，以精武「工力拳」為基礎，再佈置四套基本螳螂拳（「崩步拳」、「十八叟」、「躲剛」、「插捶」）；進階則教授較複雜的套路，復至「領拳」及對打。兵器則由「五郎棍」、「八掛刀」開始，再進而學習其他兵器。

他又參考精武會的分級畢業制度，把學拳、習武資歷化。學員通過考核，習武滿兩年為初級畢業，四年為中級，六年高級，八年特級。

「新武化」強調學生與教師的態度。先生參考螳螂派典籍《少林真傳》，訂定「十願」與「九不許」，作為學員守則。又早於1950年草擬了《拳師手冊》，重視拳師的基本質素，例如待人接物、性格談吐、授技講解等，可見他著重拳師的專業形象，以期擺脫過往「武牛粗人」的定見。

著述與典藏
先生著作等身。「螳螂拳術叢書」包含《螳螂拳術闡秘》、《螳螂拳譜》、《螳螂拳術隨筆》、《螳螂拳術隨筆續集》、《崩步拳》、《插捶》、《躲剛》、《十八叟》、《領崩步拳》、《梅花拳》、《梅花落》、《梅花手》、《白猿出洞》、《白猿偷桃》、《大架式》、《小架式》、《醉羅漢》、《連環錦套》、《軍中大刀術》、《燕青單刀》、《虎尾三節棍》、《六合雙刀》、《搏擊闡要上、下篇》、《羅漢功》、《子午劍》等多種。其中李小龍購入之《小架式》獲高價拍賣[https://orientaldaily.on.cc/cnt/news/20150919/00176_150.html]為人所津津樂道。此外尚有《武林知聞錄初、二集》及《跌打骨科學》等。其他未刊行稿件仍多。大部分先生文物已典藏於香港中文大學特藏[https://www.lib.cuhk.edu.hk/tc/collections/spc/archival]。該館曾於2016年11月11日起至2017年3月20日舉辦「武藝薪傳：螳螂拳黃漢勛宗師與新武化運動藏品展」盛大展出[https://libguides.lib.cuhk.edu.hk/SC_martial_arts201611]。此外亦有部分文物藏香港中央圖書館；名人于右任、羅叔重、張韶石、吳灞陵饋贈黃氏字畫、印章、扇面則藏香港中文大學文物館；《漢口精武體育會會刊（1932）》、先生之《武昌遊記》、《漢陽遊記》手稿則藏武漢市檔案館[http://www.whda.org.cn/]。